# Pero Dias (padre)
Pero Dias S.J. (Arruda dos Vinhos, circa 1526 — Ilhas Canárias, 13 de setembro de 1571) foi um sacerdote jesuíta, martirizado por holandeses calvinistas juntamente com onze companheiros enquanto se dirigiam ao Brasil para evangelizar os nativos. É considerado servo de Deus pela Igreja Católica.

## Biografia
Nascido em 1526 e martirizado em alto-mar, na altura das Ilhas Canárias, em setembro de 1571, juntamente com outros 11 missionários jesuítas (dois espanhóis e nove portugueses) que viajavam em missão para o Brasil. Tal evento ocorreu um ano e dois meses após o martírio do Beato Inácio de Azevedo e 39 companheiros (Quarenta Mártires do Brasil) no mesmo mar das Canárias..
No dia 15 de Julho de 1570 o jesuíta português Inácio de Azevedo e trinta e oito companheiros (trinta portugueses e oito espanhóis), foram martirizados nos mares das Ilhas Canárias por corsários comandados pelo protestante calvinista francês Jacques Soria, quando se dirigiam em missão para o Brasil. No dia seguinte foi martirizado o irmão jesuíta Simão Costa. Quando recebeu a notícia do martírio dos coirmãos, o padre Pero Dias, que se encontrava na Ilha da Madeira, escreveu uma carta que se tornou famosa, na qual ele chamou "o ditoso sucesso" o martírio dos quarenta missionários e desejou para si a mesma sorte.
No ano seguinte partiam em missão para o Brasil o padre Pero Dias com outros missionários jesuítas. Mas, novamente na altura das Canárias, a 13 de setembro de 1571, a nau em que estavam foi atacada por uma armada de corsários, quatro naus francesas e uma inglesa, comandados por Capdeville. Os missionários foram martirizados, como os outros do ano anterior, por serem católicos. Alguns foram mortos dentro da embarcação e tiveram seus corpos atirados ao mar, outros foram lançados vivos ao mar para morrerem afogados. O padre Pero foi morto nesse mesmo dia com mais quatro companheiros, e os outros sete no dia seguinte. Desse grupo de 12 mártires jesuítas, dois eram padres (Pero Dias e Francisco de Castro) e dez eram irmãos consagrados e estudantes.

## Legado
Como ao padre Inácio de Azevedo e companheiros, o padre Pero Dias e companheiros passaram a ser chamados de "Padroeiros do Brasil" devido ao fato de terem sido mortos em missão para este país. Além disso havia o consenso de que os dois grupos de mártires jesuítas deveriam ser considerados como um só. Dessa forma as causas seguiriam unidas no processo de canonização. Alguns documentos da Companhia de Jesus que serviram de base ao processo para a beatificação, já chamavam ambos os grupos de beatos. Tendo iniciado o processo de beatificação em Coimbra, em 1628, foi atribuído a todos eles o título de mártires.
No processo final, porém, os dois grupos foram separados, devido ao primeiro grupo dos Quarenta Mártires do Brasil ter se transformado em objeto de culto imediatamente após o martírio de 1570, vindo a serem beatificados em 1854. O segundo grupo dos 12 mártires de 1571, ainda aguarda a beatificação.